# Savoir pardonner
Savoir pardonner est un livre du 14e dalaï-lama et de Victor Chan, un physicien et écrivain canadien d'origine hong-kongaise. L'ouvrage, écrit en anglais sous le titre The Wisdom of Forgiveness a été traduit en 14 langues. 

## Résumé
Ses voyages en Asie amenèrent Victor Chan à rencontrer le dalaï-lama, de son nom religieux Tenzin Gyatso, à Dharamsala, en Inde en mars 1972. Lors de cette première rencontre, Victor Chan demanda au dalaï-lama s'il détestait les Chinois qui répondit sans hésitation par la négative, expliquant qu'il avait pardonné aux Chinois et ne blâmait nullement ce peuple. Une amitié est née par la suite, et Victor Chan voyagea avec le dalaï-lama en Inde, en Irlande et aux États-Unis, assistant à des conférences et à des audiences privées accordées à des personnalités.
Dans cet ouvrage Tenzin Gyatso se dévoile, s’interroge sur son charisme, évoque ses doutes, explique qu’il a appris à pardonner mais reste sujet à la colère. Le livre donne une vision intime et convaincante de l'homme. Outre le thème attendu du pardon, ce qui ressort le plus clairement de l'ouvrage est la personnalité du dalaï-lama lui-même : son humour, son espièglerie et sa jovialité.

## Quelques points du livre
Victor Chan mentionne avoir participé à certaines conférences du Mind and Life Institute. Il rapporte que c'est lors de la 8e de ces conférences en mars 2000 à Dharamsala que Paul Ekman, un psychologue américain spécialiste de l'expression faciale, fit la connaissance du dalaï-lama. Il déclara n'avoir jamais vu de visage dont les muscles faciaux aussi vifs que souples semblaient ceux d'un homme de 20 à 30 ans. Il l'explique par la vigueur et l'absence de message ambivalent dans son expression. Il assista également à la 10e de ces conférences à laquelle Steven Chu participait.
Chan demanda au dalaï-lama s'il n'éprouverait pas tout de même de temps à autre une animosité à l'égard des Chinois. Il répondit : « Mon analyse est celle-ci : si j'éprouve des sentiments négatifs envers ceux qui m'ont fait souffrir, ils ne feront que détruire la paix de mon esprit. Mais si je pardonne, mon esprit sera calme. Pour ce qui est de notre combat en faveur de la liberté, si nous le menons sans colère, sans haine, mais avec une véritable magnanimité, nous pourrons le rendre plus efficace. Il faut se battre avec un esprit calme, avec compassion. ».
Au cours de leurs échanges, le dalaï-lama fait à Victor Chan des confidences rares sur certaines de ses réalisations spirituelles ayant débuté en 1963.
Victor Chan rapporte la maladie qui frappa le dalaï-lama en 2002 alors qu'il devait donner l'initiation de Kalachakra à Bodhgayâ. Dans un hôpital de Bombay où il est transporté en urgence, il apprend qu'il a failli mourir, une perspective qui l'amuse rétrospectivement. Le Docteur Tsetan Dorji Sadutshang, directeur de l'hôpital Delek, dit à Chan que selon les médecins de Bombay, le dalaï-lama à le cœur d'un homme de 20 ans, ce que ce dernier explique par la paix de l'esprit.
À Chan qui lui demande comment fait-il pour obtenir la paix de l'esprit, il répond en un mot : l'analyse. Il donne l'exemple de sa maladie. S'il existe une solution, pourquoi s’inquiéter, il suffit de la mettre en œuvre. S'il n'y a pas de solution, l'inquiétude est sans objet : on ne peut pas tout.
Victor Chan décrivit l'expérience de Lobsang Tenzin, un résistant, ancien prisonnier, yogi et ermite tibétain connu pour sa maîtrise du toumo.